# Poème pour piano et orchestre (Vierne)
Le Poème pour piano et orchestre, op. 50 de Louis Vierne est un concerto en quatre mouvements enchaînés pour piano et orchestre.
Composé durant l'été 1925, après l'achèvement du Poème de l'amour op. 48 et en songeant parallèlement à la Ballade pour violon et orchestre, op. 52, le Poème pour piano et orchestre est dédié à José Iturbi, qui en assure la première audition le 2 avril 1926 à la Salle Gaveau, avec l'Orchestre Lamoureux sous la direction de Paul Paray. La partition est publiée la même année par les éditions Lemoine.

## Composition

### Projet en double concerto
La conception d'une œuvre concertante remonte, pour Louis Vierne, à 1910 et répond à une invitation du violoniste Eugène Ysaÿe et du pianiste Raoul Pugno, également à l'origine de la composition de la Sonate pour violon et piano op. 23, en 1905. Cette proposition est clairement exprimée dans une lettre de Pugno à Vierne, datée du 15 avril 1910 : 

« Au moment où je vous écris, Ysaÿe entre dans ma chambre et me dit : Nous manquons d'une œuvre pour piano et violon avec orchestre — que Vierne s'attelle à cela — Cela ferait vite son nom car nous aurions très souvent l'occasion de la donner. Et puis ça manque et ce n'est pas banal. »

Le compositeur aveugle était trop occupé pour se lancer dans une telle entreprise, également éprouvé par l'achèvement de sa Symphonie op. 24 pour grand orchestre symphonique et par son divorce prononcé en 1909. Enfin la mort de Pugno, le 3 janvier 1914, acheva de rendre le projet « moins attractif ».

### Deux réalisations de concert
Louis Vierne compose son Poème pour piano et orchestre durant l'été 1925  passé en vacances à Pontaillac, près de Royan, après sept semaines de concerts en Angleterre où le « Great blind French organist » remporte de grands succès auprès du public. La partition est achevée le 16 septembre. Dans la production du compositeur consacrée à l'orchestre, la composition de ce Poème s'accompagne de l'orchestration de certaines mélodies des Spleens et détresses op. 38 et d'une révision de l'instrumentation de Psyché op. 33.
Le projet initial d'un double concerto pour violon, piano et orchestre aboutit ainsi à deux partitions indépendantes, avec l'esquisse d'un second Poème consacré au violon — qui devient la Ballade op. 52, achevée dès l'année suivante. Il s'agit d'une partition de la maturité plus sereine du compositeur, qui a trouvé en Madeleine Richepin une compagne aimante et attentionnée. Celle-ci « sollicite les éditeurs et s'occupe à faire graver les œuvres composées entre 1914 et 1920 ». La carrière musicale de Vierne connaît alors une véritable « apothéose ».

## Création
La première audition du Poème pour piano et orchestre a lieu le 2 avril 1926, lors d'un concert à la salle Gaveau, par son dédicataire José Iturbi et l'Orchestre Lamoureux, sous la direction de Paul Paray. La partition est éditée la même année par les éditions Lemoine.

## Présentation

### Orchestration
L'orchestre comprend les bois par deux, avec une certaine individualisation des instruments : 2 flûtes (la 2e jouant aussi du piccolo), 2 hautbois (le 2d jouant aussi du cor anglais), 2 clarinettes (la 2e jouant aussi de la clarinette basse), 2 bassons (le 2d jouant aussi du  contrebasson). Les cuivres comptent 4 cors en Fa, 4 trompettes en Ut, 3 trombones et tuba. La percussion comprend les timbales classiques, et trois exécutants pour divers instruments dont le célesta. Le quintette à cordes est composé des premiers violons, seconds violons, altos, violoncelles et contrebasses.

### Mouvements
Le Poème pour piano et orchestre fait s'enchaîner quatre mouvements, dont Harry Halbreich souligne le « plan tonal insolite et original, le ton principal étant mi mineur » :
1. Andante quasi adagio ( = 100) à 
 —
2. Allegro risoluto e staccato ( = 100) à 
 en sol mineur —
3. Andante quasi adagio ( = 84) à 
 en ré bémol majeur —
4. Allegro molto ( = 116) à 
 en mi mineur puis mi majeur

## Analyse

### Poème ou concerto
Harry Halbreich rappelle que « l'école franckiste ne nourrissait aucune sympathie pour le genre du Concerto, considéré comme trop frivole ! […] Certes, dans les années 1920, le tabou avait été levé, mais les compositeurs français, à l'exception notable de Saint-Saëns, de Lalo puis de Ravel, préférèrent toujours des formes plus libres, ainsi qu'en témoignent des chefs-d'œuvre comme les Variations symphoniques de Franck, le Poème de Chausson, la Ballade ou la Fantaisie de Fauré. Précisément, Vierne écrivit un Poème pour piano et orchestre (son op. 50) en 1925, auquel succéda dès l'année suivante une Ballade pour violon et orchestre (son op. 52) ».
Dans sa biographie du compositeur, publiée en 1943, Bernard Gavoty conserve cette attitude très réservée à l'égard du concerto pour piano et approuve le choix d'un Poème concertant :  « Cette formule, qui n'est pas nouvelle, paraît de loin préférable à celle du concerto classique, où la scission des morceaux accuse l'artifice de leur collaboration à un ensemble symphonique. L'enchaînement des différentes parties, sans nuire à leurs caractères respectifs, renforce l'unité et accentue l'humanité du drame musical qui se joue sur le plateau de l'orchestre. Pour cette raison, et pour d'autres — le génie a son mot à dire dans la circonstance — on préférera de loin les Variations symphoniques de Franck à un Concerto de Saint-Saëns ».
Pour autant, Harry Halbreich n'est guère convaincu par l'emploi du terme Poème : « Peut-être le titre choisi ne convient-il pas parfaitement, celui de Konzertstück étant sans doute plus approprié, car il ne s'agit nullement de quelque rêveuse pièce rhapsodique, mais d'une construction énergique et serrée ».

### Piano et orchestre
Franck Besingrand attire l'attention sur certains effets, dont « l'alternance de soli très poétiques à la clarinette puis à la flûte, encadrés par les répliques du piano. Par de telles subtilités, [le musicien] obtient un certain « frémissement » de l'orchestre ». L'écriture en choral des premières mesures, « harmonisé en intervalles de quartes et quintes, [est] reprise aux cordes seules, dans un bel effet de transparence. Vierne aime, nous le voyons, colorer ses harmonies, les éclaircir ou les assombrir, sans toutefois les brouiller ou les altérer ».
Harry Halbreich s'étonne également devant certains passages d'« une instrumentation extraordinaire, un très rare unisson du piano et du célesta, touche de couleur magique révélant la main de l'organiste », « une explosion permanente et contagieuse d'énergie vitale et d'écriture pianistique spectaculaire, qui devrait suffire à elle seule à rendre l'œuvre chère aux virtuoses », et des modulations très libres — allant jusqu'à « une prémonition frappante du style d'Alan Rawsthorne ! »

## Postérité
L'audition du Poème pour piano et orchestre de Vierne soulève généralement l'enthousiasme. Bernard Gavoty le résume en peu de mots : « Voilà encore une œuvre qui devrait bien tenter les virtuoses. À l'instar de certaines personnes, elle a « tout pour elle » : beauté des thèmes, ampleur de la construction, distinction instrumentale ». Reprenant les termes de l'ensemble de la critique lors de la première audition en public, Franck Besingrand voit dans le Poème pour piano et orchestre « une œuvre à la fois exubérante et remplie de vitalité ». 
Harry Halbreich confirme cette impression provoquée par « une œuvre exubérante et débordant de vitalité juvénile, une œuvre dont on s'étonne de ne l'entendre jamais, car il s'agit d'un enrichissement à la fois concis et très brillant du répertoire si éculé des pianistes ».

## Discographie
- Louis Vierne : Symphonie en la mineur op. 24, Poème pour piano & orchestre op. 50, par François Kerdoncuff (piano) et l'Orchestre philharmonique royal de Liège, sous la direction de Pierre Bartholomée (1996, CD Timpani 1C1036)

### Monographies
- Franck Besingrand, Louis Vierne, Paris, Bleu nuit éditeur, coll. « Horizons » (no 28), 2011, 176 p. (ISBN 978-2-35884-018-7),
- Bernard Gavoty, Louis Vierne : La vie et l'œuvre, Paris, Buchet/Chastel, 1980 (1re éd. 1943), 322 p.